# Rabós
Rabós település Spanyolországban, Girona tartományban. Rabós Colera, Llançà, Vilamaniscle, Garriguella, Mollet de Peralada, Peralada, Espolla és Banyuls-sur-Mer községekkel határos. Lakosainak száma 230 fő (2024).

## Népesség
A település népessége az elmúlt években az alábbi módon változott:
| Lakosok száma | 131  | 585  | 413  | 317  | 147  | 167  | 217  | 182  | 178  | 230  |
|               | 1717 | 1887 | 1936 | 1960 | 1986 | 2004 | 2009 | 2014 | 2019 | 2024 |